# Frente marítima

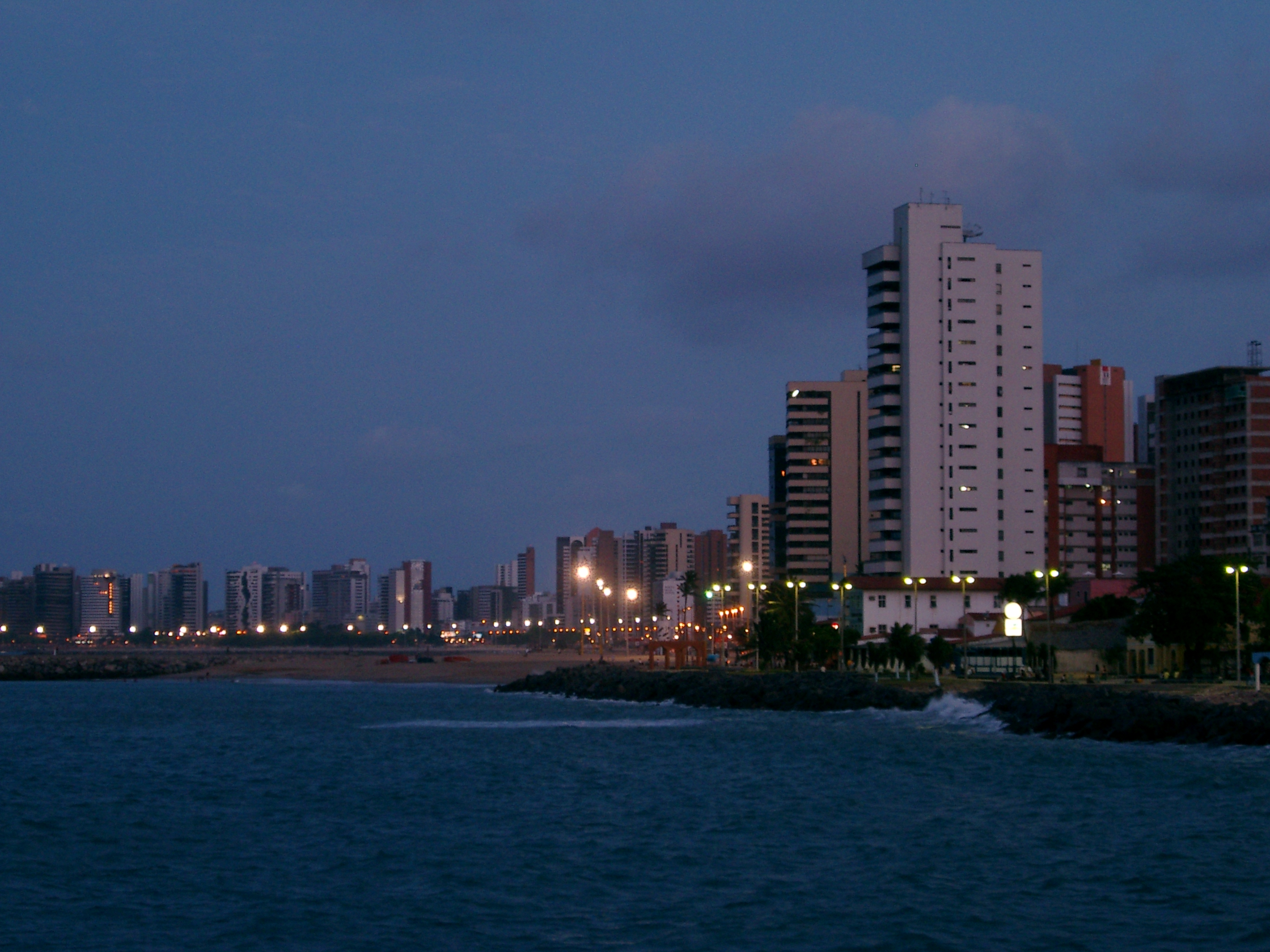
Frente Marítima de Fortaleza

A frente marítima ou frente-mar de uma cidade corresponde à sua áerea portuária ou à área ao longo de um corpo de água.[carece de fontes?]
Hoje, trabalha-se muito com planos de estrutura para a frente-marítima que visam desenvolver e revitalizar a área não aproveitada. Além de melhorar as condições ambientais, a qualidade e o ordenamento dos mares e seu limite urbano, os Planos de Estrutura buscam a melhor interação entre o natural e o urbano,[carece de fontes?] visando o desenvolvimento da cidade dentro do seu contexto local.

## Arquitetura das frentes marítmas

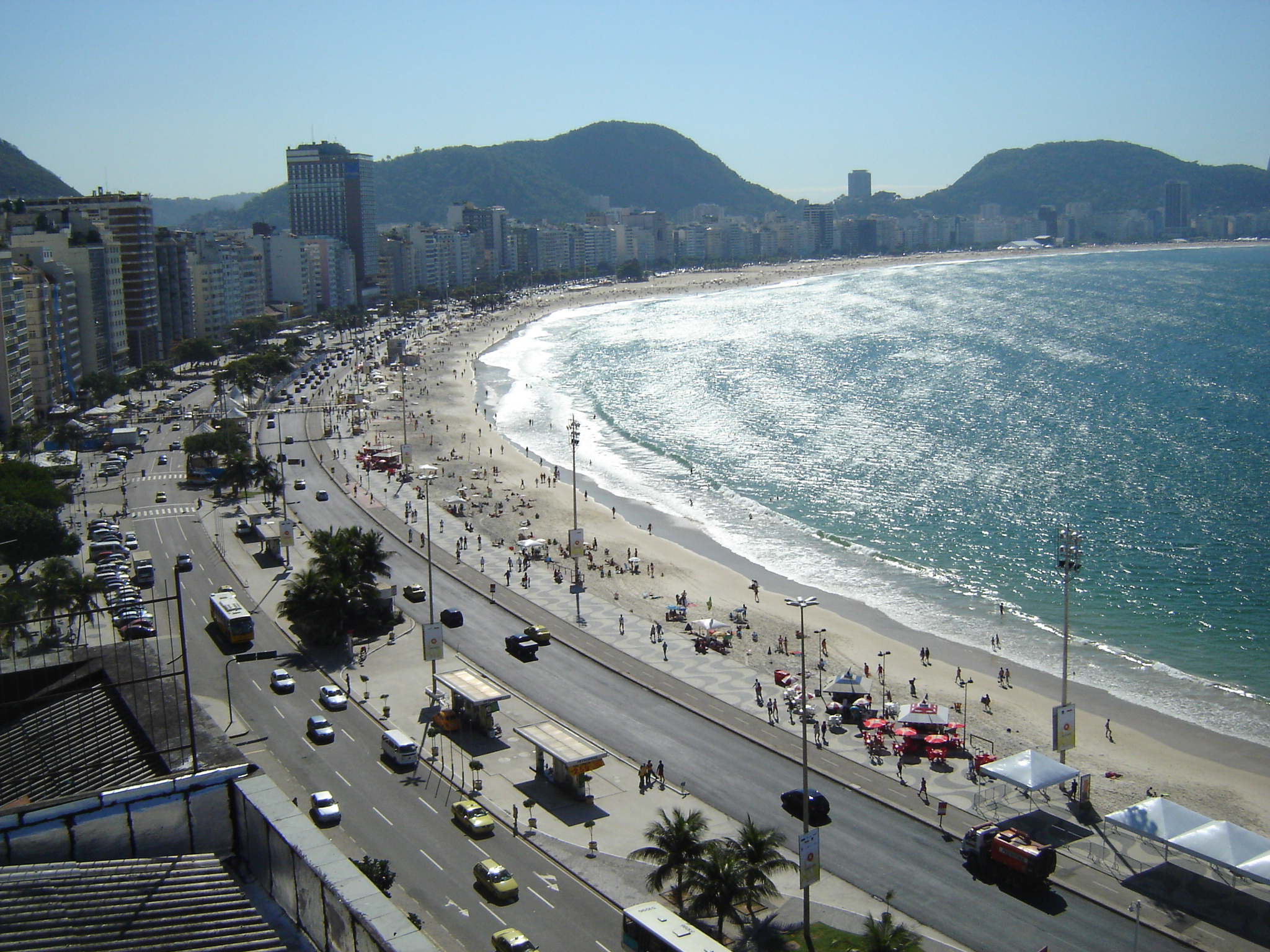
Frente Marítima do Rio de Janeiro

Embora existam muitos estilos arquitetônicos nas frentes marítimas espalhadas pelo mundo, a Sociedade Americana de Arquitetura da Paisagem (ASLA) reconheceu os que se destacam, não apenas por seu design, mas também por sua importância para a comunidade. Por esta razão, eles deram vários prêmios para frentes marítimas ao redor do mundo.[carece de fontes?] Podemos dar uma olhada em exemplos como Waterfront Seattle em Washington ou o Hunters Point South Waterfront Park em Nova York ou mesmo o Shanghai Houtan Park, na China. Estes são apenas alguns exemplos de margens que ganharam prêmios da ASLA.
Já no Brasil, não são poucas as cidades que possuem frente marítima destacadas. Cidades como Recife, Salvador, Rio de Janeiro, Florianópolis,[carece de fontes?] Fortaleza e Natal possuem algumas das frentes marinhas mais famosas do país.[carece de fontes?]